# José Valenzuela La Rosa
 José Valenzuela La Rosa (Zaragoza, 1878-Zaragoza, 1957) fue un jurista, periodista, crítico, político y escritor español.

## Biografía
Nacido el 27 de agosto de 1878 en la ciudad aragonesa de Zaragoza, fue jurista y miembro del Colegio de Abogados de Zaragoza. Dirigió entre 1906 y 1915 el diario Heraldo de Aragón y ocupó los cargos de concejal del Ayuntamiento de Zaragoza y diputado a Cortes, por el distrito de Zaragoza. Falleció el 17 de febrero de 1957 en Zaragoza.